# Amor cautivo
Amor cautivo (trad.: Amor Cativo) é uma telenovela mexicana produzida por Fernando Sariñana e exibida pela Azteca entre 28 de maio e 9 de novembro de 2012.
Original de Laura Visconti, é baseada na obra venezuelana de Lejana como el viento. 
Foi protagonizada por Marimar Vega e Arap Bethke e antagonizada por Bárbara del Regil, Eduardo Arroyuelo e Fernando Ciangherotti.

## Sinopse
Um sequestro sinistro será a base para desencadear uma série de eventos que terão de ser esclarecidas. Alejandra Santa Cruz é uma jovem sequestrada por um criminoso perigoso: Edmundo Grijalva. Edmundo tira proveito da morte de Nicholas Santa Cruz, o pai de Alejandra. Tudo começa quando Nicolas chega em casa muito bêbado e ameaçando matar sua esposa, porque ele descobriu que ele foi infiel. Sua esposa Victoria telefones Arizmendi, amigo da família, que tenta acalmar a situação. Jorge Bustamante, um homem cheio de maldade, marido de Victoria, Isaías envia seu capanga para matar Nicholas, mas enquanto Nicolas leva uma arma e tenta matar sua esposa, Victoria e Nicolas começam a lutar. A arma dispara e Nicolas está ferido. Victoria pensa que ele está morto, mas recebe um golpe na cabeça e cai inconsciente. Alejandra vê o que aconteceu, mas, de repente, Edmundo aproveita a situação e rapta Alejandra e sua mãe. Isaiah, depois de bater em Victoria, atira outra bala de Nicolás e acaba matando-o.
Eles passaram anos e agora Alejandra é um adulto, mas ainda nas mãos de Edmundo. A namorada de Edmundo, Eugenia, começa a suspeitar de alguma coisa, porque você vê seu namorado anda daqui para lá com roupas e sapatos femininos. Ela diz a seus amigos Fernando Bustamante, Efraín Rivero e Ramiro Estrada. Eugenia descobre o engano e tenta resgatar Edmundo Alejandra, mas sem sucesso. Edmundo assassino para calá-la. Fernando, Efraim e Ramiro chegar à casa de Edmundo e conseguem resgatar, mas encontrado morto Alejandra Eugenia. Desde o resgate, ele vem o grande amor de Alejandra e Fernando. Mas Vanessa, ex-namorada de Fernando quer destruir este grande amor, com o apoio de Efraim, que começa a se apaixonar por Alejandra.

## Elenco
- Marimar Vega - Alejandra Santa Cruz Bustillos / Alejandra Del Valle Bustillos
- Arap Bethke - Fernando Bustamante Arizmendi
- Bárbara de Regil - Vanessa Ledesma Ruíz
- Patricia Bernal - Victoria Arizmendi de Bustamante
- Andrea Noli - Beatriz Del Valle
- Fernando Ciangherotti - Jorge Bustamante
- Hector Bonilla - Félix Del Valle
- Eduardo Arroyuelo - Edmundo Grijalva
- Andrés Palacios - Javier Del Valle
- Vanessa Ciangherotti - Ángela
- Daniel Martínez - Isaías Lozano
- Maria Renee Prudencio - Soledad Bustillos vda. de Santa Cruz
- Carmen Delgado - Paula Manríquez
- Gina Morett - Cruz
- Cecilia Ponce - Eugenia Rangel Acosta
- Fernando Rubio - Don Paco
- Hernán Mendoza - Camilo Ordoñez "Don Camilo"
- Luis Felipe Tovar - Alfredo Linares
- Mayra Rojas - Susana Ruíz
- Alberto Guerra - Ramiro Estrada
- Marcela Ruiz Esparza - Iris Carranza
- Carla Carrillo - Maria Victoria "Marívi" Bustamante Arizmendi
- Juan Pablo Medina - Efraín Rivero
- Erick Chapa - Marcelo Bustamante Arizmendi
- Alonso Espeleta - Diego Del Valle
- Guillermo Iván - Tony
- Keyla Wood - Panchita
- Karla Cruz - Carmen
- Estela Cano - Martha Estrada
- Israel Amescua - Brian de Jesús
- Roberto Castañeda - Guillermo
- Juan Manuel Bernal - Nicolas Santa Cruz
- Palmeira Cruz - Rebeca
- Patty Garza - Tatiana Fernández de Bustamante